# Bentley Continental
Bentley Corniche – samochód osobowy klasy luksusowej produkowany pod brytyjską marką Bentley w latach 1971–1984 oraz jako Bentley Continental w latach 1984–1995.

## Historia i opis modelu

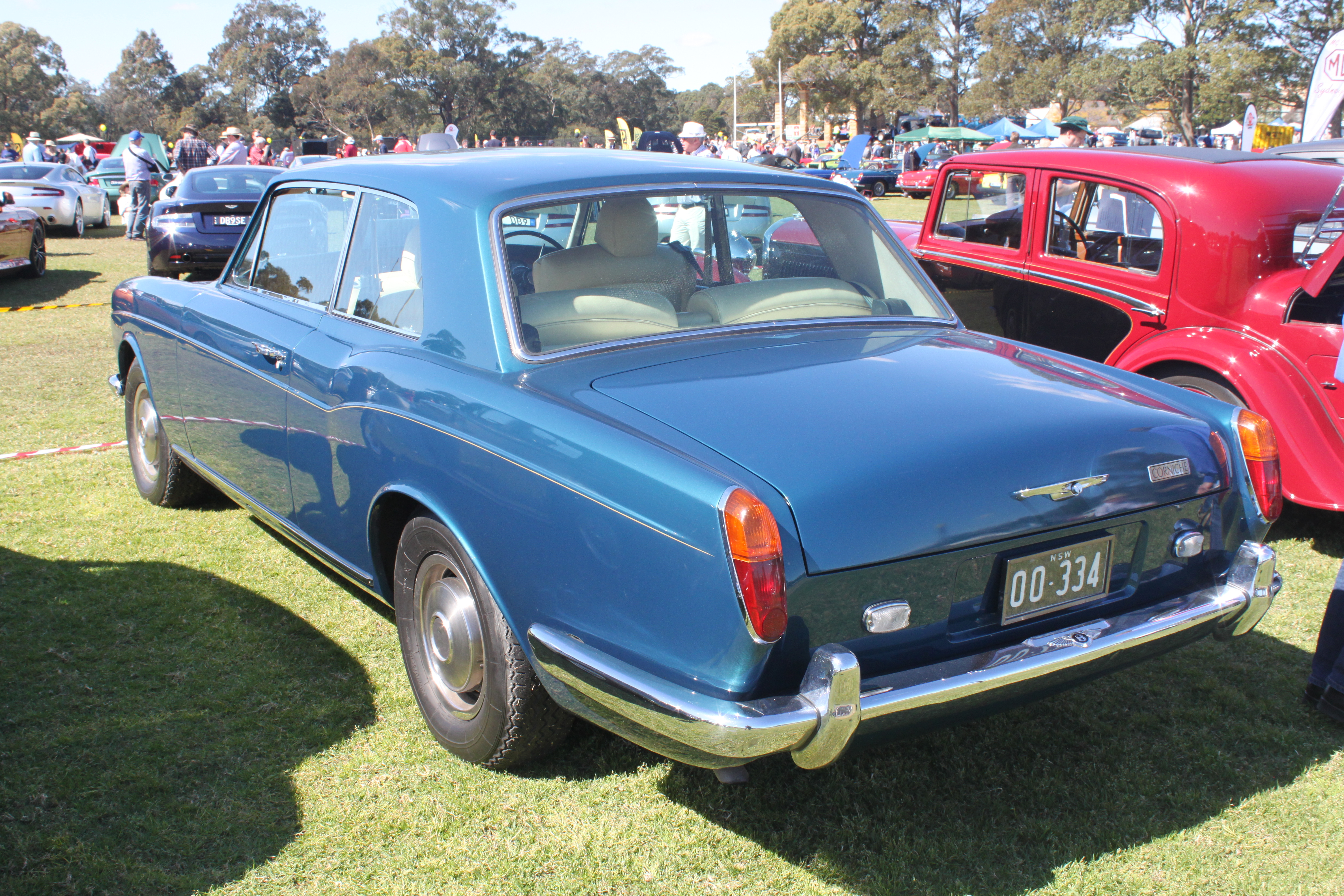
Bentley Corniche – tył

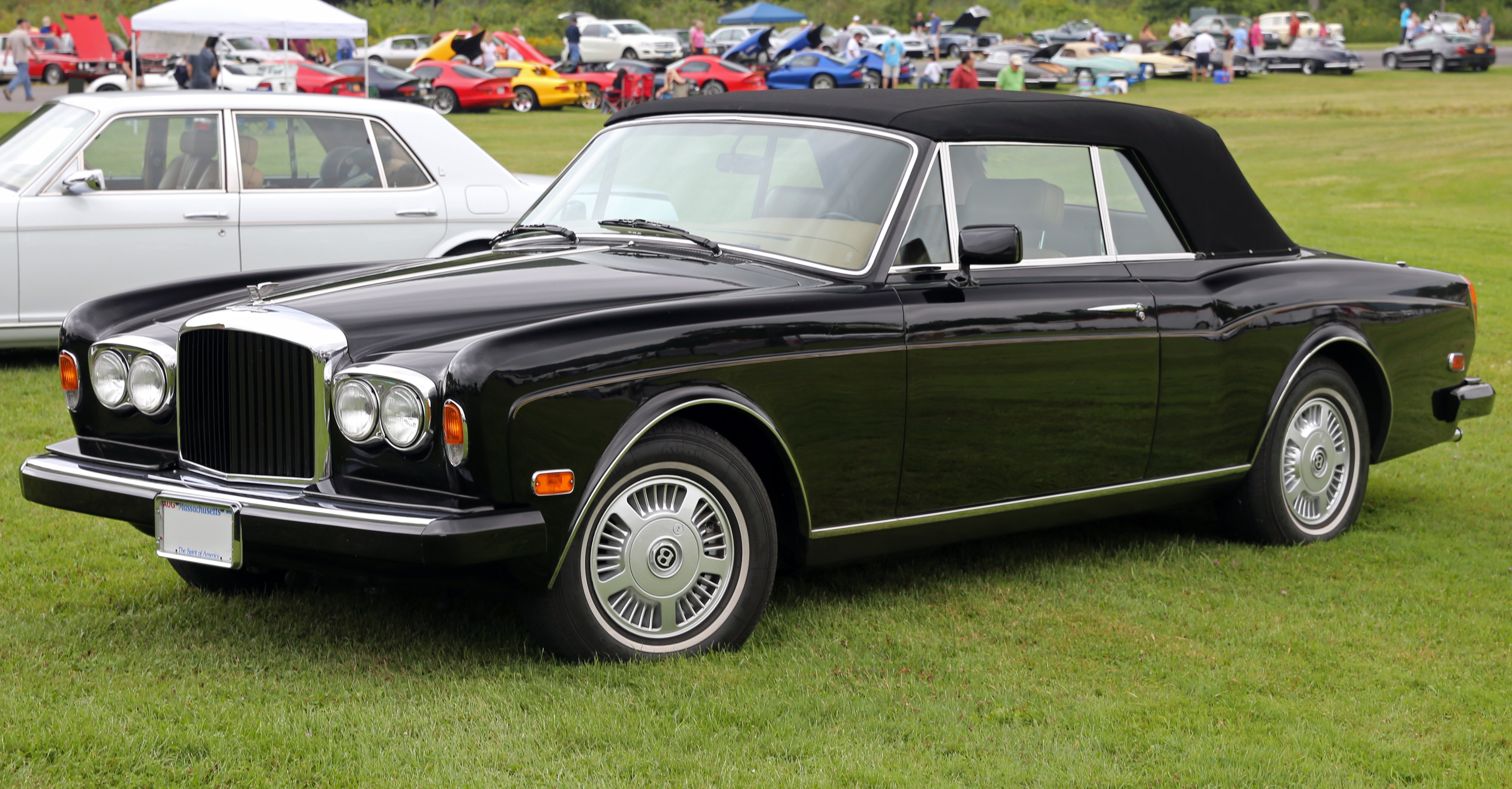
Bentley Continental Cabrio po liftingu

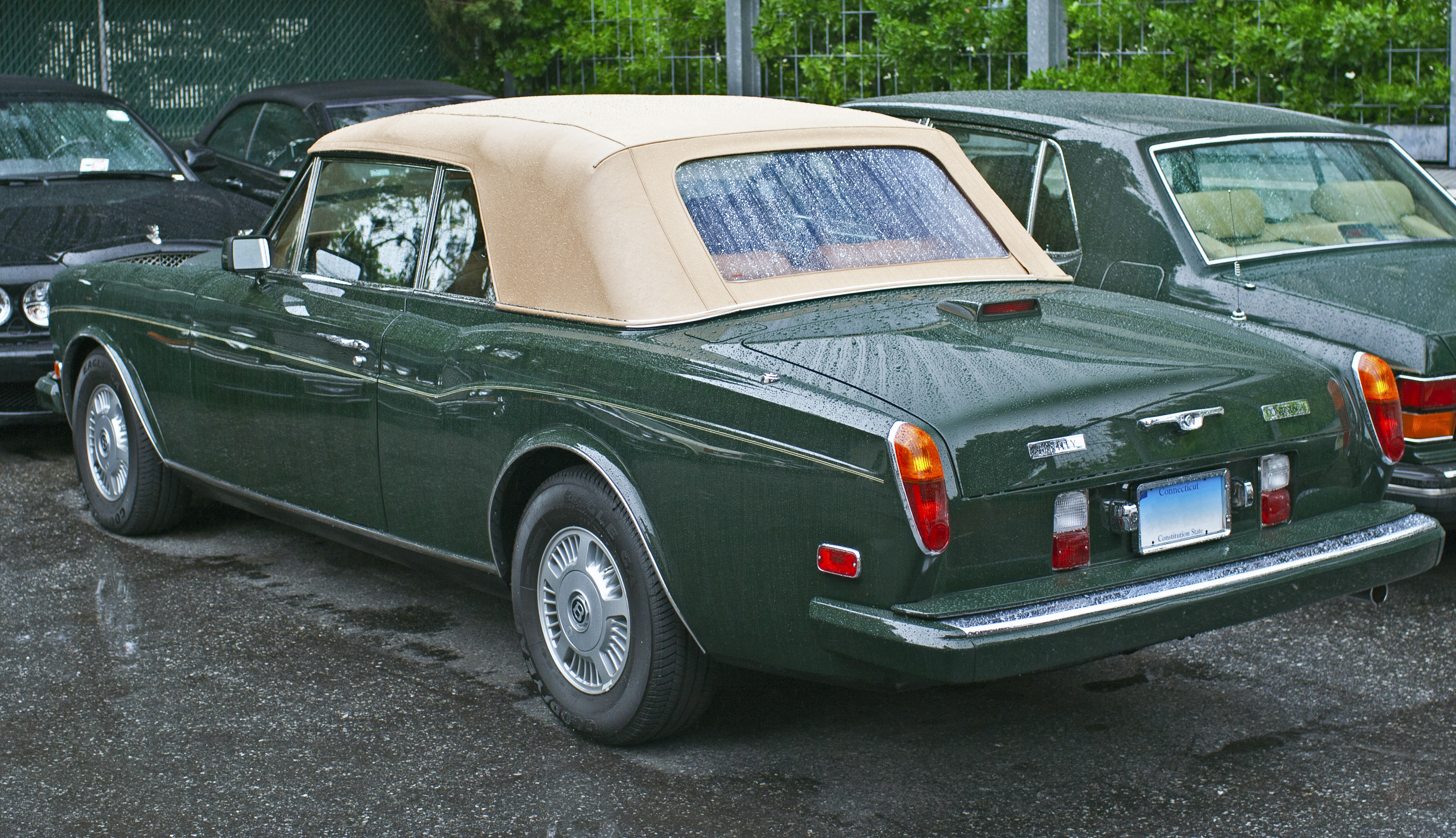
Bentley Continental Cabrio – tył po liftingu

Po raz pierwszy nazwa Corniche została zastosowana przez Bentleya już w 1939 roku, kiedy to brytyjska firma u schyłku przedwojennej działalności przedstawiła eksperymentalny prototyp futurystycznie stylizowanej, luksusowej limuzyny opracowany wspólnie z producentem nadwozi Mulliner. Ponownie nazwano tak 32 lata później zupełnie inny, tym przeznaczony do seryjnej produkcji model. Bentley Corniche zadebiutował oficjalnie w połowie 1971 roku jako zupełnie nowa generacja samochodów Bentleya i Rolls-Royce'a, stanowiąc bardziej sportową alternatywę dla limuzyny T1/T2 i zarazem tańszą alternatywę dla bliźniaczego Rolls-Royce'a Corniche.
Bentley Corniche oferowany był zarówno jako 2-drzwiowe coupé, jak i 2-drzwiowy kabriolet z miękkim składanym dachem. Podobnie jak w przypadku innych pojazdów w produkowanej wówczas rodziny modelowej, do napędu Corniche wykorzystywany był silnik V8 o pojemności 6,75 litra, która w biegu produkcji była modernizowana.

### Zmiana nazwy
Bentley Corniche pod tą nazwą produkowany był przez 13 lat, kiedy to w 1984 roku brytyjski producent zdecydował się zmienić nazwę i odróżnić swoją wariację od dotąd identycznie nazywającego się bliźniaczego modelu Rolls-Royce'a. Odtąd, przez kolejne pozostałe 11 lat produkcji, samochód nazywał się Bentley Continental. Producent powrócił tym samym do emblematu, który w przeszłości nosiły dwudrzwiowe odmiany modeli R Type, S1, S2 i S3.

### Restylizacje
Podczas 24 lat produkcji Bentley Corniche, a następnie Continental, przeszedł trzy duże restylizacje, które przynosiły systematyczne modernizacje wizualne oraz techniczne. Największe pojazd przeszedł przy okazji zmiany nazwy w 1984 roku, która przyniosła większe zderzaki malowane w kolorze nadwozia, przeprojektowaną kabinę pasażerską i zmodernizowaną jednostkę napędową.

### Silnik
- V8 6.75l